# Dickbauchtänzer
Dickbauchtänzer waren wahrscheinlich ein Bestandteil der Unterhaltung bei griechischen Symposien oder des Kultes. Sie sind nicht literarisch überliefert, sondern nur über Darstellungen in der griechischen Vasenmalerei des schwarzfigurigen Stils vom letzten Viertel des 7. Jahrhunderts v. Chr. bis zum Ende des 5. Jahrhunderts v. Chr. bekannt. Dickbauchtänzer werden vor allem mit der frühen Phase des griechischen Symposions in Verbindung gebracht.

## Tanz und Unterhaltung beim Symposion
Wie andere kulturelle Werte unterlagen auch solche Unterhaltungen einem stetigen Mode- und Bedeutungswandel. In den Werken Homers werden Gelage oft als ausgelassene Feste geschildert, zu denen auch eben solche ausgelassenen Tänze wie die der Dickbauchtänzer gehörten. Für Kleisthenes von Sikyon wird für das Jahr 572 v. Chr. indes überliefert, dass er bei einem Gelage für Freier um seine Tochter Agariste vom wilden Tanz des Athener Bewerbers um die Hand seiner Tochter, Hippokleides, so abgeschreckt war, dass dieser für eine Hochzeit danach nicht mehr in Frage kam. Anders als seine Konkurrenten tanzte Hippokleides so wild und sein akrobatisches Geschick unter Beweis stellend in „attischer und lakonischer Weise“, dass dies den zu der Zeit nun weitestgehend allgemein geltenden griechischen Normen der aristokratischen Selbstbeherrschung nicht mehr entsprach. Vor diesem Hintergrund bieten die Dickbauchtänzer ein oft diskutiertes Interpretationsproblem für die Klassischen Archäologen.
Der Ablauf eines klassischen Symposions war klar geregelt, begann mit dem Essen, wurde mit Weinkonsum und Unterhaltungen fortgesetzt, dazu konnte Unterhaltung durch Musik und Spiele (etwa das Kottabos-Spiel oder Rätsel) und später unter Umständen mit Prostituierten kommen. Doch gab es zu verschiedenen Zeiten auch Abweichungen, so konnten auch Umzüge oder andere Formen der Unterhaltung, etwa durch Akrobaten, geboten werden. Auffallend ist eine Änderung von einem „wilden“ zu einem gesitteten Ablauf im Mitteldrittel des 6. Jahrhunderts v. Chr.

## Darstellungen

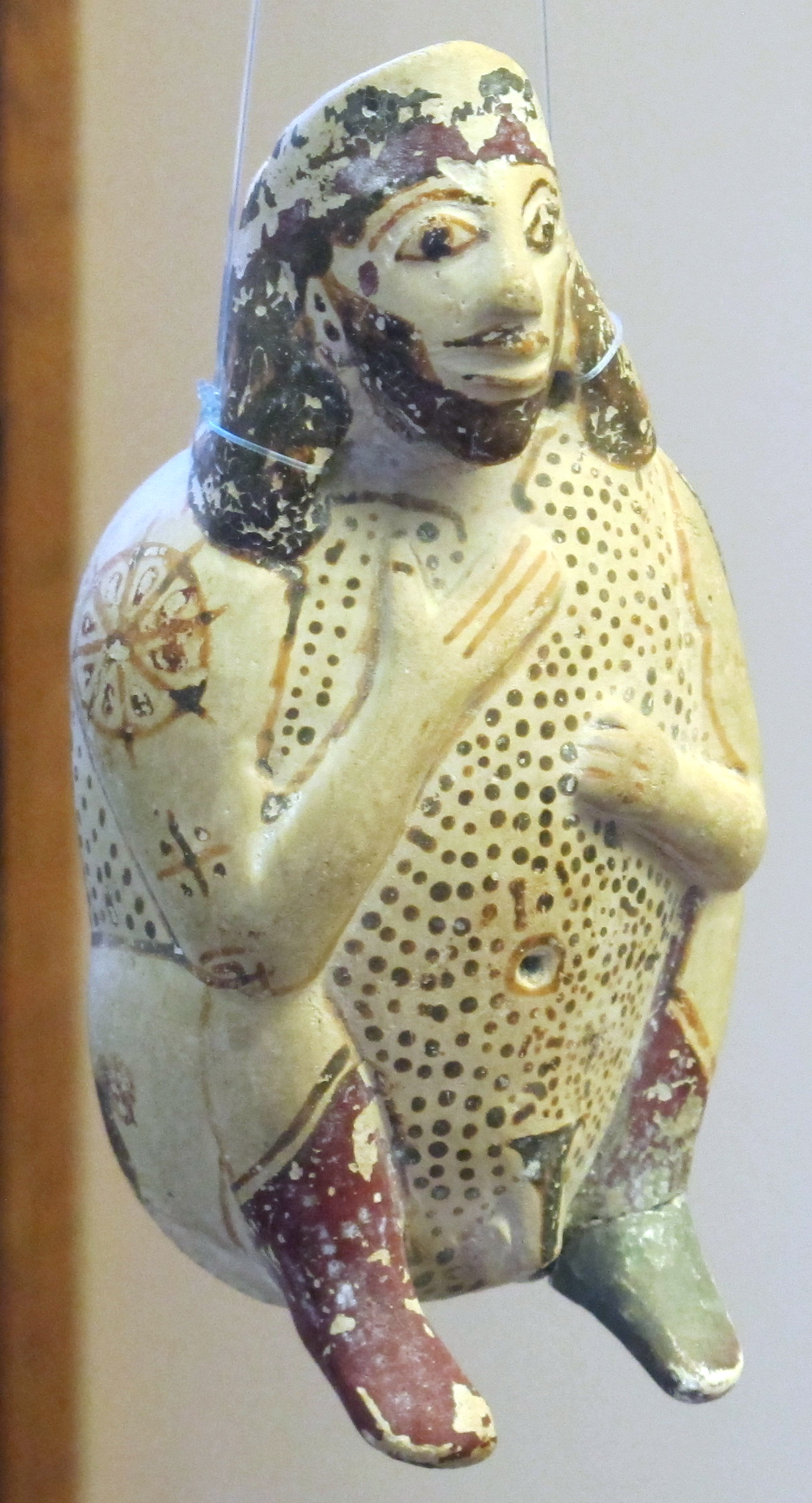
Plastischer Aryballos mit der Darstellung eines Dickbauchtänzers; Archäologisches Museum Rhodos, Inventarnummer T27(35); um 625/600 v. Chr.

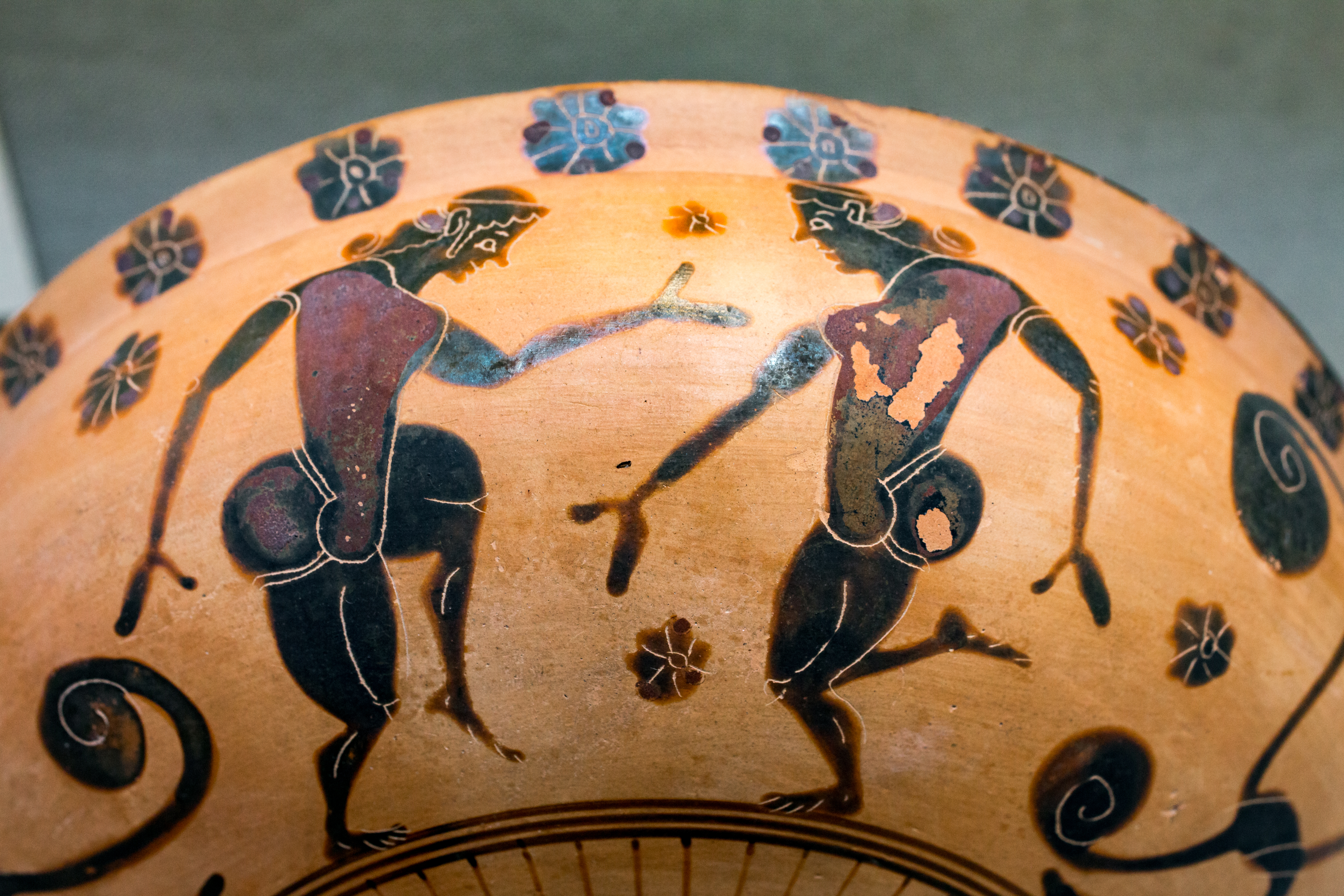
Attische Komastenschale des KY-Malers; British Museum, Inventarnummer 1920,0216.1; um 580/70 v. Chr.

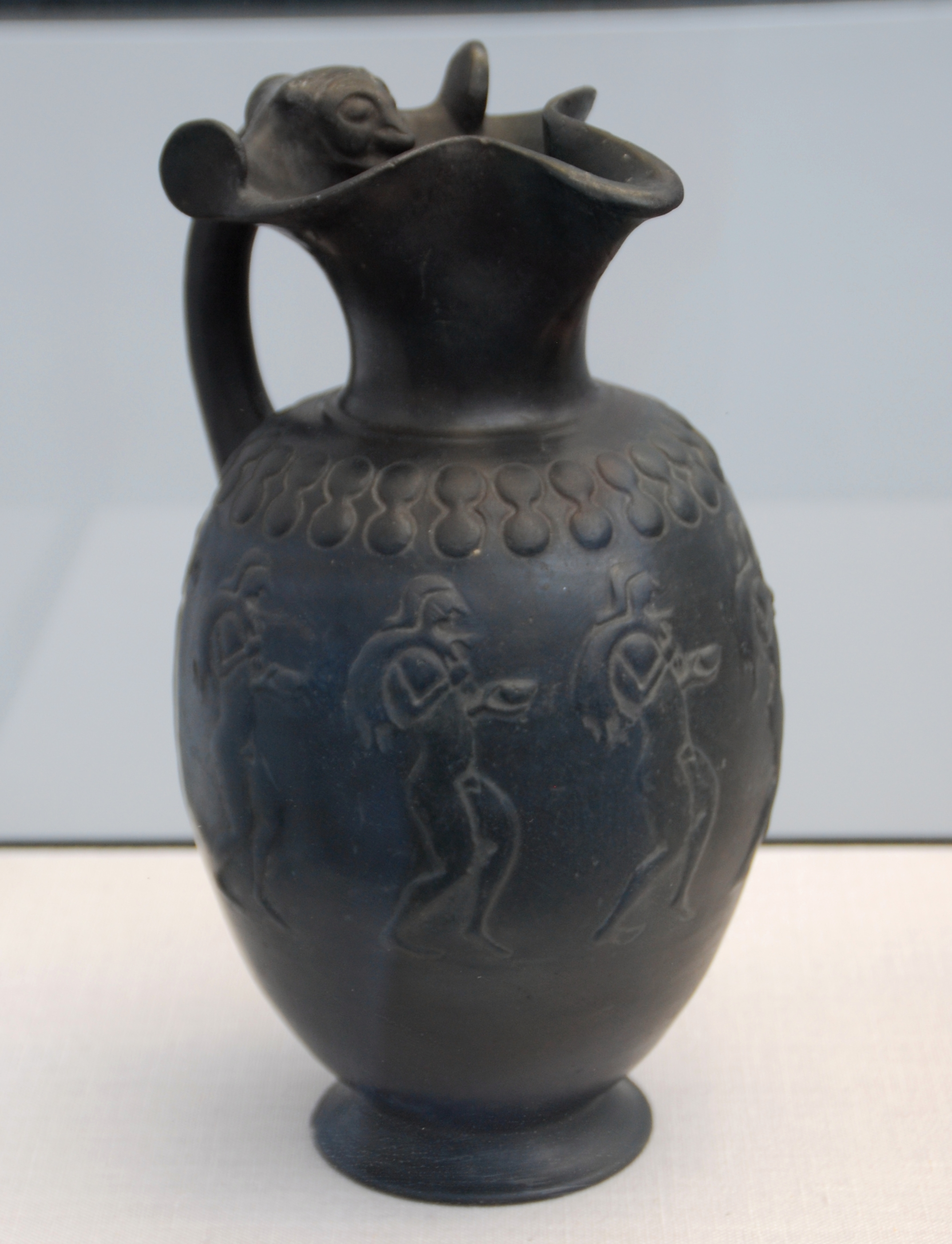
Etruskische Bucchero-Kanne mit Dickbauchtänzer-Relief in den Staatlichen Antikensammlungen München

Dickbauchtänzer tauchen erstmals in der korinthischen Vasenmalerei im letzten Viertel des 7. Jahrhunderts v. Chr. auf, wo sie bis zum Ende der Hochzeit der korinthischen Vasenproduktion zur Mitte des 6. Jahrhunderts v. Chr. ein immer wieder abgebildetes Thema bei Darstellungen des Symposions blieben. Ab dem frühen 7. Jahrhundert werden Dickbauchtänzer in Korinth als plastische Tonfiguren gefertigt, seit etwa 600 v. Chr. auch als figürliche Aryballoi. Etwa gegen 580 v. Chr. wurde das Sujet auch in die attische, böotische und lakonische Vasenmalerei übernommen, nach Mitte des 6. Jahrhunderts v. Chr. auch in die ostgriechische Vasenmalerei. Die Dickbauchtänzer werden überdies in der etruskischen Keramik übernommen, sogar in Relief-Ausführung auf Bucchero-Vasen. Der weitaus größte Teil der über 400 bekannten Darstellungen von Dickbauchtänzern stammt jedoch aus der früh- und mittelkorinthischen Zeit. Trotz einzelner Darstellungen konnte sich das Motiv des Dickbauchtänzers in Athen nicht in der Vasenmalerei durchsetzen, ab 570/60 v. Chr. kommt er gar nicht mehr vor, nun werden dem veränderten Zeitgeist entsprechend nur noch geordnete Tänze gezeigt.
Marion Meyer definierte vier Charakteristika, die die Dickbauchtänzer auszeichneten, wobei zwei davon schon im Namen benannt waren: Tanzbewegungen, besonders hervorgehobene Gesäß- und Bauchpartien sowie ein eng anliegendes Trikot, das den Penis verbergen kann, aber nicht muss. Auf diese Weise deformiert entsprachen sie nicht länger dem gängigen antiken griechischen Schönheitsideal. Ähnlich wie bei den späteren Phlyaken Unteritaliens wurden diese Effekte mittels Kissen oder ähnlicher Hilfsmittel geschaffen, die unter die Bekleidung gesteckt wurden. Die Arme sind oft überproportional lang und werden vom Körper weg gestreckt oder angewinkelt, als fuchtelten die Tänzer mit ihnen wild herum. Offenbar sollten dadurch Verkrüppelungen imitiert werden, wie überhaupt etwa 10 Prozent der Dickbauchtänzer deformierte Füße aufweisen. Auf dem Außenbild einer Schale stehen sich zwei Dickbauchtänzer gegenüber und sind in die Hocke gegangen. Andere Bilder zeigen die Tänzer als Reigen. Man kann anhand solcher Darstellungen davon ausgehen, dass die Tänzer sich nach einem bestimmten Schema bewegten. Die mächtigen Körper bilden oft einen auffallenden Kontrast zu den zum Teil recht lasziven Bewegungen.
Mehrere Gefäße zeigen neben dem Reigen der Zecher beziehungsweise dem Tanz der Dickbauchtänzer auch Mädchenreigen, ein Alabastron auf gegenüberliegenden Seiten einen Dickbauchtänzer und Artemis. Auf einem mittelkorinthischen Exaleiptron sind Dickbauchtänzer mit Sphingen zu sehen, auf einem Mastos eine als Statue zu deutende Sphinx zwischen zwei Dickbauchtänzern. Auf einer lakonischen Schale sieht man neben einem Kitharöden, einem durch Trinkhorn gekennzeichneten Zecher und einem Dickbauchtänzer auch einen Opfernden mit einer Phiale, auf einer weiteren fragmentierten lakonischen Schale ebenerdig auf einer Decke gelagerte Zecher und Dickbauchtänzer sowie einen Altar. Die so häufig gezeigte Verbindung von Dickbauchtänzern, Opfern und Heiligtümern legt nahe, dass die Tänzer auch eine bestimmte rituelle Bedeutung hatten, die heute jedoch nicht mehr genauer zu verstehen ist. Somit lassen sich Bestandteile – Mädchenreigen, Prozession von Männern, Frauen und Jünglingen, eine Opferhandlung und das Trinkgelage – aber keine zeitliche Abfolge der Vorgänge der Feiern rekonstruieren. Wahrscheinlich ist aber, dass die festlichen Bestandteile mit weiblicher Beteiligung wohl vor dem wilden Trinkgelage zu vermuten sind.

## Interpretationen
Die Dickbauchtänzer wurden schon verschiedentlich interpretiert und keine der Deutungen ist unumstritten geblieben. Als erster beschäftigte sich Ferdinand Dümmler mit der Frage, ob sie Menschen oder Phantasiewesen wären. Georg Loeschcke bezeichnete die Dickbauchtänzer 1886 in einem Aufsatz als „urhellenische, menschengestaltige Kobolde“ und bringt sie somit in dämonische Sphären. Sie stehen, selbst von Menschen nachgeahmt, für Fruchtbarkeit und reiche Ernten. Von Cornelia Isler-Kerényi gibt es den Vorschlag, in ihnen eine dionysische Gegenwelt zu sehen, die mit ihrer Ausgelassenheit dem aristokratischen Ideal entgegensteht. Bert Kaeser sieht in ihnen adelige Symposiasten, die ihre adeligen Normen und Verhaltensweisen im Rahmen des Symposions spielerisch ins Gegenteil verkehren, und wird dabei unter anderem von Alfred Schäfer unterstützt, während Marion Meyer sie ablehnt. Für Burkhard Fehr handelt es sich um ungeladene Bettler, die die Symposiasten mit ihren Darbietungen erheitern; Matthias Steinhart interpretiert sie als professionelle Unterhaltungskünstler. Nach Marion Meyer sind die Darstellungen in der korinthischen und der attischen Vasenmalerei voneinander getrennt zu betrachten. Die Darstellungsform wurde zwar in Athen wie auch viele andere Formen der korinthischen Vasenmalerei übernommen, doch gab es dort keine damit in Zusammenhang stehende Feierlichkeiten, weshalb dieses angeeignete fremde Kulturgut nach einer Generation wieder aus der attischen Vasenmalerei verschwand. Die Ikonografie wurde aus Korinth übernommen, traf jedoch nicht auf die attische Lebenswirklichkeit und wurde somit auch nicht verstanden, was etwa die Einführung weiblicher Dickbauchtänzer beweisen würde. Sie wurden nur mit dem Gelage assoziiert und kamen demnach auch auf Geschirr das beim Gelage genutzt wurde vor. Laut Meyer standen die Dickbauchtänzer in Korinth aber nicht im Zusammenhang mit dem Symposion, sondern mit Festen zu Ehren des Gottes Dionysos, womit ein Zusammenhang mit feiernden Aristokraten hinfällig wäre. Keine der vielen Interpretationen konnte sich bislang allgemein anerkannt durchsetzen.

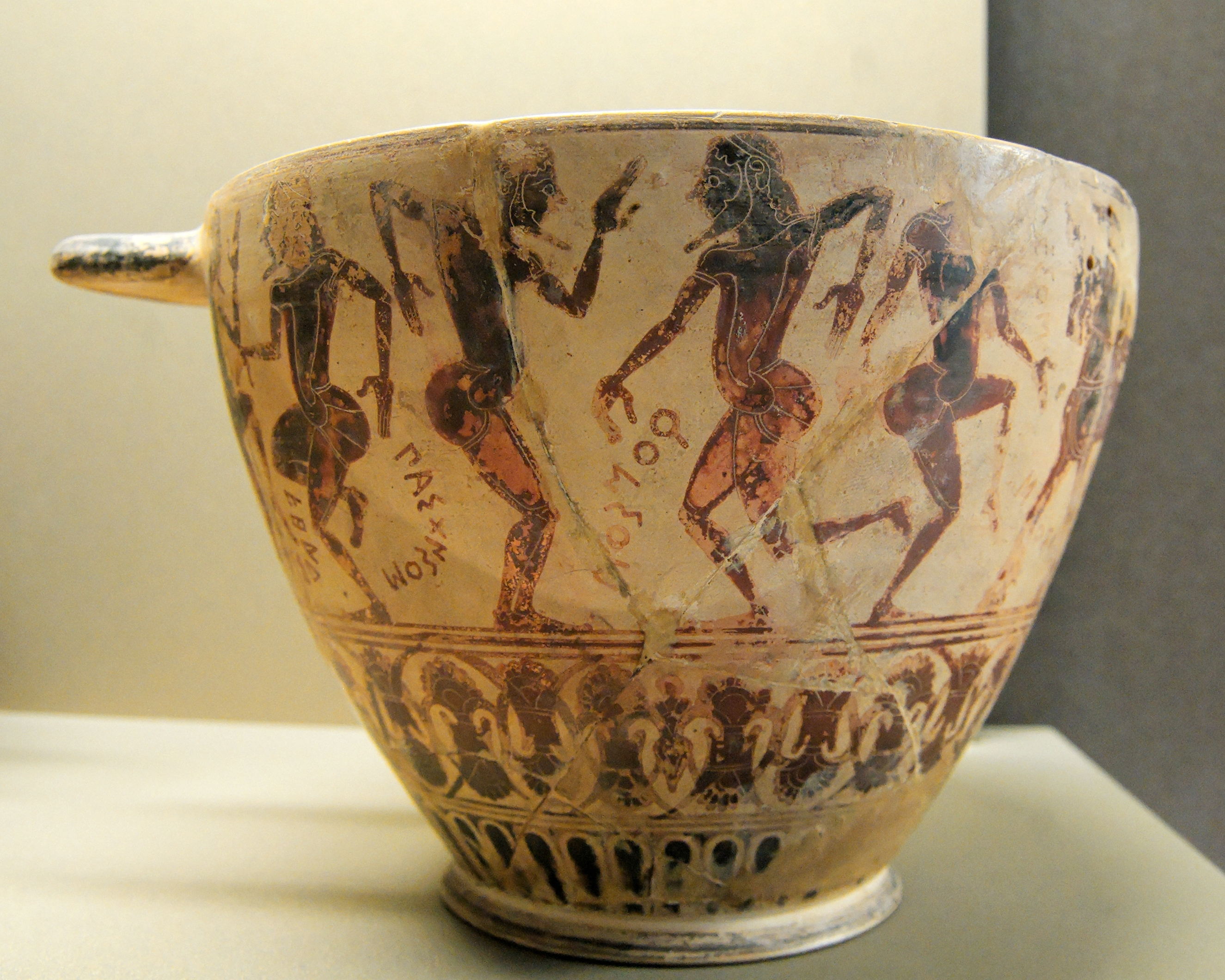
Skyphos im Louvre mit Beischriften, die die Tänzer mit Scherznamen bedenken

Die oft reich verzierte Kleidung, die auch der der dargestellten Zecher entspricht, unterstützt die Vermutung Kaesers und Schäfers, dass es sich hierbei um gleichrangige Personen handelt. Auch der Vergleich mit Szenen, die Handwerker (Banausen) zur selben Zeit auf Vasenbildern zeigen, macht deutlich, dass die Dargestellten mit ihrem fülligen Haar und den zumeist schön gestalteten Gesichtern dem aristokratischen Ideal entsprachen und nicht wie die einfachen Arbeiter oder gar Sklaven Alter, Arbeitsfolgen und Verlebtheit zeigten. Auch werden sie anders als Handwerker nicht üblicherweise, sondern nur in Ausnahmefällen in Teilen und noch seltener ganz nackt gezeigt. Andere Aspekte der Darstellung widersprechen jedoch dem Ideal, so die übermäßige Körperfülle, die heraus gestreckten Gesäße, mitunter auch die schon erwähnte nicht-ideale Nacktheit sowie die akrobatischen und zum Teil sexualisierten Handlungen. Mit dieser Kostümierung wird also dieses aus aristokratischer Sicht nicht standesgemäße Verhalten verspottet, was jedoch nur dann Sinn ergibt, wenn die Spottenden und die Verspotteten nicht derselben gesellschaftlichen Klasse angehörten. Durch die Kostümierung wird weiterhin Distanz zum sonst nicht üblichen Verhalten gewahrt. Nicht nur die Kostümierung, auch der übermäßige Weinkonsum, Ekstase, hemmungslos ausgelebte Sexualität und auch in Einzelfällen Gewalt kennzeichnen Feste mit der Anwesenheit von Dickbauchtänzern. Auf einem Skyphos sind die Tänzer durch Beischriften mit Scherznamen benannt, so mit Komios in Anspielung auf und Verballhornung von Komos sowie den griechischen Bezeichnungen für „Scherzbold“, „Lustig“ (oder „Lüstling“), „Krummer“ und „Schieler“.
Als sich um etwa 570/60 v. Chr. die Darstellung von gesitteten Tänzen in der attischen Vasenmalerei durchsetzt und die Bilder der alten, wilden Tänze – unter anderem die der Dickbauchtänzer – ersetzen, wird laut der Parischen Marmorchronik durch Susarion in Ikara die Griechische Komödie gestiftet. Deshalb wurde die Vermutung angestellt, dass das Ende der ekstatischen Gelage, der wilden Tänze und komödiantischen Einlagen mit einer Verschiebung dieser Elemente hin zum Theater zu tun hat. Andere Forscher wie Schäfer lehnen diese Interpretation des Dickbauchtanzes als institutionalisierter Vorläufer des Theaters ab, sehen indes sowohl im Dickbauchtanz als auch in der Komödie das Ausfüllen ähnlicher Funktionen. Auch Marion Meyer lehnt diese Möglichkeit ab, sie sieht zwischen den letzten Darstellungen von Dickbauchtänzern in der attischen Vasenmalerei und den ersten Aufführungen von Komödien in Athen 50 Jahre Zeitunterschied.